# Patryk Dominik Sztyber
Patryk Dominik Sztyber (Opoczno, Poljska, 4. kolovoza 1979.) poznatiji pod umjetničkim imenom Seth je poljski heavy metal glazbenik. Najpoznatiji je kao ritam gitarist sastava Behemoth. Također je gitarist poljskog death metal sastava Nomad.

## Diskografija
Behemoth
- Demigod (2004.)
- Slaves Shall Serve (2005.)
- Demonica (2006.)
- The Apostasy (2007.)
- At the Arena ov Aion – Live Apostasy (2008.)
- Ezkaton (2008.)
- Evangelion (2009.)
- Abyssus Abyssum Invocat (2011.)
- The Satanist (2014.)
- I Loved You at Your Darkest (2018.)
- Opvs Contra Natvram (2022.)

Nomad
- Disorder (1996.)
- The Tail of Substance (1997.)
- Devilish Whirl (1999.)
- Demonic Verses (Blesses Are Those Who Kill Jesus) (2004.)
- The Independence of Observation Choice (2007.)
- Transmigration of Consciousness (2011.)
- Transmorgrification (Partus) (2020.)

## Vanjske poveznice
- Seth na službenoj stranici sastava Behemoth